# 1620 en musique classique
| \| • Retour à la chronologie générale de la musique classique • \| |
| Grèce • Rome • Haut Moyen Âge • VIIIe siècle • IXe siècle • Xe siècle • XIe siècle XIIe siècle • XIIIe siècle • XIVe siècle • XVe siècle • XVIe siècle • XVIIe siècle XVIIIe siècle • XIXe siècle • XXe siècle • XXIe siècle |
| • Retour à la chronologie générale de la musique classique • |

| Années en musique classique : 1617 - 1618 - 1619 - 1620 - 1621 - 1622 - 1623    |
| Décennies en musique classique : 1590 - 1600 - 1610 - 1620 - 1630 - 1640 - 1650 |

## Œuvres
- Regia Pietas, de Nicolas Vallet.

## Naissances
- 6 septembre : Isabella Leonarda, religieuse et compositrice italienne († 25 février 1704).

Date indéterminée
- Fabrizio Fontana, organiste et compositeur italien († 28 décembre 1695).
- Petrus Hurtado, compositeur et maître de chant flamand († 1671).
- Jean Danican Philidor, musicien français († 8 septembre 1679).
- Cyriacus Wilche, compositeur et organiste allemand († 26 avril 1667).

## Décès
- 2 août : Charles Luython, compositeur de la cinquième génération de l'école franco-flamande (° 1557).

Date indéterminée
- Joachim van den Hove, compositeur et luthiste flamand et néerlandais (° vers 1567).

Avant le 
- 20 avril : Riccardo Rognoni, théoricien de la musique, violoniste et compositeur italien (° vers 1550).

Vers 1620 :
- Vittoria Archilei, cantatrice italienne (° vers 1555).
- Pierre Guédron, compositeur français (° vers 1570).